# Kushtia (zila)
Kushtia is een district (zila) in de divisie Khulna van Bangladesh. Het district telt ongeveer 1,8 miljoen inwoners en heeft een oppervlakte van 1621 km². De hoofdstad is de stad Kushtia.

## Bestuurlijk
Kushtia is onderverdeeld in 6 upazila (subdistricten), 61 unions, 978 dorpen en 4 gemeenten.
Subdistricten: Kushtia sadar, Kumarkhali, Daulatpur, Mirpur, Bheramara en Khoksa